# Antheraea montezuma
Antheraea montezuma är en fjärilsart som beskrevs av Sallé 1856. Antheraea montezuma ingår i släktet Antheraea och familjen påfågelsspinnare. Inga underarter finns listade i Catalogue of Life.